# Ignorance is Bliss
Ignorance is Bliss is het vierde studioalbum van de Amerikaanse punkband Face to Face. Het werd uitgegeven door Beyond Records op 27 juli 1999. Het album is in 2012 heruitgegeven via Antagonist Records (het label van gitarist en zanger Trevor Keith) met de nummers van de ep So Why Aren't You Happy? als bonustracks.

## Nummers
1. "Overcome" - 3:16
2. "In Harm's Way" - 4:24
3. "Burden" - 4:17
4. "Everyone Hates a Know-It-All"- 3:07
5. "Heart of Hearts" - 4:00
6. "Prodigal" - 5:13
7. "Nearly Impossible" - 5:20
8. "I Know What You Are" - 4:10
9. "The Devil You Know (God Is a Man)" - 3:38
10. "(A)Pathetic" - 3:13
11. "Lost" - 4:14
12. "Run in Circles" - 3:50
13. "Maybe Next Time" - 3:52

### So Why Aren't You Happy?
1. "Bottle Rockets" - 3:13
2. "So Long" - 4:04
3. "Questions Still Remain" - 3:52
4. "Everyone Hates a Know-It-All" (akoestische versie) - 2:57

## Band
- Trever Keith - gitaar, zang
- Chad Yaro - gitaar, zang
- Scott Shiflett - basgitaar, zang
- Pete Parada - drums